# Хахалова, Мария Уладаевна
Мари́я Улада́евна Ха́халова — депутат Верховного Совета СССР 1-го созыва (1937—1946) от Бурят-Монгольской АССР. Участница лыжного перехода Улан-Удэ-Москва зимой 1936-1937 года.

Участницы лыжного перехода. Мария Хахалова в центре

## Биография
Родилась 7 апреля 1919 года в улусе Хандала (территория современного Кабанского района Бурятии).
Училась в  Хандалинской начальной школе, в свободное от занятий время работа в своем колхозе. Затем закончила Бурятскую семилетнюю школу в городе Верхнеудинск (Улан-Удэ).
Мария Хахалова получила всесоюзную известность после знаменитого лыжно-пешего перехода из Улан-Удэ в Москву зимой 1936-1937 года. Команда лыжниц состояла из 5 девушек-комсомолок:  Вера Любимская, Софья Тыхеева, Мария Хахалова, Елизавета Константинова и Анастасия Сункуева. В команде Мария была самая юная - 17 лет.
После завершения перехода Мария Хахалова направлена на работу в Народный комитет по земельным вопросам Бурят-Монголии. В 1937 году избирается депутатом Верховного Совета СССР I созыва.
Мария Хахалова училась в Сельскохозяйственной академии имени Тимирязева, которое закончила в 1947 году. Работала ведущим специалистом на ВДНХ до 1988 года. Здесь она курировала Дальний Восток и Восточную Сибирь, включая родную Бурятию.
Мария Уладаевна Хахалова скоропостижно скончалась 2 декабря 1988 года во время поездки в Баргузинский район.

## Награды и звания
- Орден «Знак Почета» (1937)[3]